# Imelda Chiappa
Imelda Chiappa (Sotto il Monte Giovanni XXIII, 10 maggio 1966) è un'ex ciclista su strada italiana.

## Biografia
Nel 1996 ai Giochi della XXVI Olimpiade di Atlanta nella gara femminile di ciclismo su strada arrivò seconda, battuta solo dalla pluricampionessa francese Jeannie Longo, e si aggiudicò la medaglia d'argento, diventando la prima ciclista donna italiana a vincere una medaglia ai Giochi olimpici estivi. Attualmente vive a Calusco d'Adda, ove fa l'allenatrice della sezione ciclismo della Polisportiva Caluschese.

## Palmarès
- 1985

1ª tappa Tour de l'Aude
- 1987

Gran Premio Brissago
- 1988

6ª tappa Tour de l'Aude
- 1989

3ª tappa Giro d'Italia
- 1991

1ª tappa Giro dei Laghi
Classifica generale Giro dei Laghi
- 1993

Campionati italiani, prova in linea
Campionati italiani, prova a cronometro
- 1994

Classifica generale Giro del Trentino
6ª tappa Giro d'Italia
7ª tappa Giro d'Italia
- 1995

Campionati italiani, prova a cronometro
Classifica generale Memorial Michela Fanini
- 1996

5ª tappa Volta a Portugal
Giro del Friuli
3ª tappa Giro d'Italia
6ª tappa Giro d'Italia
11ª tappa Giro d'Italia
- 1997

Trofeo Costa Etrusca
Campionati italiani, prova in linea
3ª tappa Memorial Michela Fanini
Classifica generale Memorial Michela Fanini
- 1998

Campionati italiani, prova a cronometro
4ª tappa Giro della Toscana-Memorial Fanini

## Piazzamenti

### Competizioni mondiali
- Campionati del mondo

Giavera del Montello 1985 - In linea: 20º
Colorado Springs 1986 - In linea: 13º
Villach 1987 - Cronometro a squadre: 3º
Chambéry 1989 - In linea: 16º
Utsunomiya 1990 - In linea: 10º
Stoccarda 1991 - In linea: 13º
Agrigento 1994 - In linea: 5º
Agrigento 1994 - Cronometro: 9º
Duitama 1995 - In linea: 20º
Duitama 1995 - Cronometro: 33º
Lugano 1996 - In linea: 29º
San Sebastián 1997 - In linea: 32º
- Giochi olimpici

Seoul 1988 - In linea: 15º
Atlanta 1996 - In linea: 2º
Atlanta 1996 - Cronometro: 8º